# Mahmudabad Nemune
Mahmudabad Nemune – miasto w Iranie, w ostanie Kazwin. W 2016 roku liczyło 21 982 mieszkańców.